# لورین لیزیکی
لورین لیسیکی یک دیرینه‌اقلیم‌شناس آمریکایی است. او استاد دپارتمان علوم زمین در دانشگاه کالیفرنیا، سانتا باربارا است. او تحلیل جدیدی از مشکل ۱۰۰٬۰۰۰ ساله در نظریه میلانکوویچ تغییرات اقلیم ارائه کرده است. همچنین، لیسیکی نرم‌افزار تحلیلی LR04 را ایجاد کرده است، که «نمایش استانداردی از تاریخ اقلیم پنج میلیون سال گذشته» است.

## تحصیلات
لیسیکی در سال ۱۹۹۵ از دبیرستان علوم و ریاضیات فرماندار کارولینای جنوبی فارغ‌التحصیل شد.
لیسیکی مدرک کارشناسی خود را در علوم زمین، جو و سیاره در سال ۱۹۹۹ و همچنین مدرک کارشناسی ارشد خود را در ژئوسیستم‌ها در سال ۲۰۰۰ از مؤسسه فناوری ماساچوست دریافت کرد. او مدرک کارشناسی ارشد و دکترای خود را در علوم زمین‌شناسی، هر دو از دانشگاه براون در سال‌های ۲۰۰۳ و ۲۰۰۵ زیر نظر تیموتی دی. هربرت دریافت کرد. پایان‌نامه دکترای لیسیکی تحت عنوان “سری زمانی دیرینه‌اقلیم: تکنیک‌های جدید تنظیم و ترکیب، انباشت δ18O خمیده در ۵٫۳ میلیون سال و تحلیل انتقال‌های اقلیمی پلیوسن-پلیستوسن” بود.

## تحقیقات جاری
تحقیقات کنونی لیسیکی بر دیرینه‌اقلیم‌شناسی متمرکز است. علاقه لیسیکی به دیرینه‌اقلیم‌شناسی از کمبود تحقیقات و درک فعلی دربارهٔ چرخه‌های یخبندان ناشی می‌شود. لیسیکی از روش‌های مختلف محاسباتی و ریاضی برای تفسیر و مقایسه سوابق مختلف دیرینه‌اقلیم استفاده می‌کند. به‌طور خاص، او بر تکامل اقلیم پلیو-پلیستوسن تمرکز دارد، زیرا این دوره با تأثیرگذاری میلانکوویچ، چرخه‌های یخبندان ۱۰۰ هزار ساله، چرخه کربن و گردش آب‌های عمیق مرتبط است. در حال حاضر، لیسیکی طراحی و توسعه نرم‌افزار برای ایجاد مدل‌های سن و چینه‌شناسی را دنبال می‌کند. علاوه بر این، لیسیکی در حال ایجاد مدل‌های سه‌بعدی از گردش اقیانوسی است تا رابطه بین تأثیرات مداری و الگوهای گردش اقیانوسی را تعیین کند و عدم قطعیت‌های وابسته به زمان را مدنظر قرار دهد.

## دستاوردها

### HMM-Match (Lin et al, 2014)
HMM-Match نرم‌افزاری است که با استفاده از مدل مارکوف مخفی (HMM) برای هم‌ترازی احتمالی دنباله‌های سوابق چینه‌شناسی طراحی شده است.

### Match & Autocomp Software (Lisiecki and Lisiecki, 2002)
نرم‌افزار دیرینه‌اقیانوس‌شناسی که برای یافتن هم‌ترازی بهینه دو سیگنال دیرینه‌اقلیم با استفاده از تابع جریمه طراحی شده است تا نرخ تجمع رسوبات را محدود کند.

## تاریخ اقلیمی زمین
در تلاش برای یافتن الگوهایی در تاریخ اقلیمی زمین، لیسیکی سوابق رسوبات اقیانوسی را مطالعه می‌کند. تاریخ اقلیم زمین در ترکیب رسوبات اقیانوسی نهفته است، زیرا دانشمندان از طریق هم‌ترازی این لایه‌های رسوبی قادر به استخراج میلیون‌ها سال اطلاعات هستند. از طریق این لایه‌ها، لیسیکی ارتباطی بین چرخه اقلیمی زمین و چرخه مداری زمین پیدا کرد؛ با فرض اینکه یخ‌زایی و مدار بیضوی هر دو در چرخه‌های ۱۰۰ هزار ساله هستند، او دریافت که تغییرات قوی‌تر در مدار زمین با تغییرات ضعیف‌تر در یخ‌زایی مرتبط هستند. ارتباط بین این دو شامل روابط پیچیده‌ای است زیرا ۳ عنصر مختلف مدار زمین؛ مدار بیضوی، انحراف و پیش‌روی، همراه با سیستم اقلیمی پیچیده زمین باید در نظر گرفته شوند.

## مشکل ۱۰۰٬۰۰۰ ساله
یک فرضیه قبلی بر این بود که چرخه‌های یخبندان ۱۰۰ هزار ساله در ۸۰۰ هزار سال گذشته نتیجه تغییرات چرخه‌ای در مدار بیضوی زمین هستند. در سال ۲۰۱۰، لیسیکی یک ارتباط منفی بین شدت چرخه‌های یخبندان و مدار بیضوی زمین در طول ۱٫۲ میلیون سال گذشته کشف کرد و احتمال بی‌ثباتی داخلی اقلیم زمین در ارتباط با چرخه‌های مداری آن را پیشنهاد داد. لیسیکی پیشنهاد کرد که این ارتباط منفی ناشی از محدود شدن بازخوردهای داخلی اقلیم توسط دوره‌های پیش‌روی قوی است. لیسیکی همچنین پیشنهاد کرد که عوامل داخلی طولانی‌مدت ممکن است مسئول باشند، مانند چرخه کربن یا صفحات یخی، گرچه تحقیقات بیشتری مورد نیاز است.